# Krazy Kat
Krazy Kat, parfois dénommé Krazy & Ignatz dans certaines éditions, est un comic strip américain créé par l'auteur de bande dessinée George Herriman qui met en scène un chat insouciant nommé Krazy et une souris au caractère bien trempé nommée Ignatz. Krazy nourrit un amour non réciproque pour la souris, qui cherche constamment à lui jeter des briques à la tête, ce que Krazy interprète comme un signe d'affection.
Publié originellement la semaine et le week-end, de 1913 à 1944, dans le New York Evening Journal dirigé par William Randolph Hearst, il mêle nonsense (humour absurde), poésie et insouciance enjouée, ce qui en a fait l'une des séries préférées des passionnés et des critiques de bande dessinée depuis plus d'un siècle,.

## Esthétique

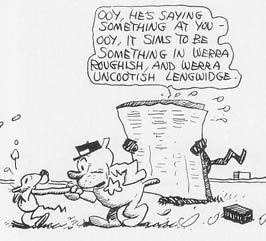
Ignatz, le sergent Pupp, Krazy Kat et la brique (22 avril 1922).

Les strips sont centrés sur une relation triangulaire entre son personnage éponyme, un chat noir innocent et désinvolte de sexe indéterminé, son antagoniste Ignatz Mouse, et le sergent Pupp (Officer Pupp), officier de police. Krazy est transi d'amour pour Ignatz mais celui-ci le méprise, et passe son temps à chercher à lui lancer une brique à la tête, ce que Krazy interprète comme une preuve d'amour. Pupp, en tant que garant de l'ordre de la région de Coconino, fait tout pour empêcher Ignatz d'arriver à son but et enferme bien souvent la souris en prison.
En dépit de la simplicité de l'intrigue, la peinture détaillée des personnages, la complexité de l'œuvre, à laquelle s'ajoute la grande créativité verbale et visuelle d'Herriman, font de Krazy Kat l'une des premières bandes dessinées à avoir été considérée comme de l'art par les intellectuels. Gilbert Seldes, célèbre critique d'art de l'époque, écrivit en 1924 un long panégyrique de la bande, la qualifiant de « travail artistique le plus amusant, fantastique et satisfaisant de l'Amérique contemporaine ». Le poète renommé e. e. cummings, autre admirateur de George Herriman, écrivit l'introduction du premier album de Krazy Kat. Plus récemment, beaucoup de scénaristes et dessinateurs constatent que le strip a eu une influence majeure sur leurs œuvres.
Malgré cette fortune critique, Krazy Kat est longtemps resté mal édité. Ce n'est qu'à la fin des années 2000 que, grâce au travail de Fantagraphics, l'intégralité des pages du dimanche est devenue disponible. Les daily strips sont en 2011 toujours non réédités pour la plupart. Dans le monde francophone, Futuropolis a publié quelques volumes dans les années 1980, faisant fi des grandes difficultés de traduction de l'œuvre. Les droits de l'édition Fantagraphics ont été achetés en 2009 par Les Rêveurs qui sortent un premier volume (1925-1929) en octobre 2012.

## Résumé

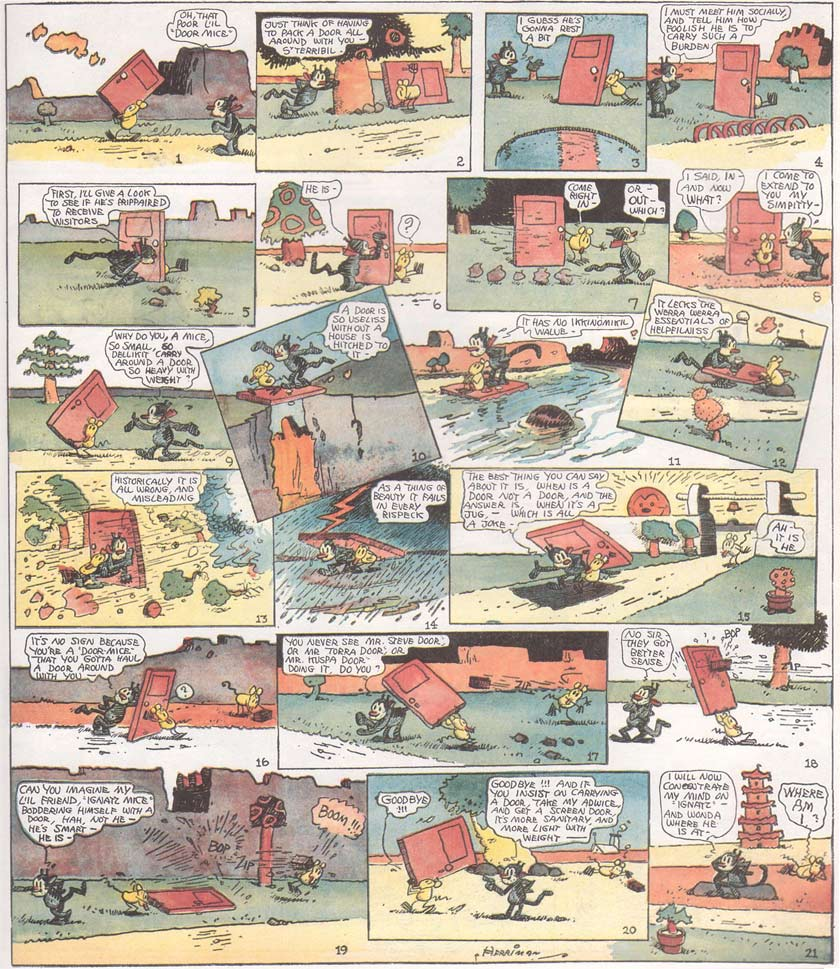
Page dans laquelle Krazy veut comprendre pourquoi Door Mouse, personnage secondaire, porte toujours une porte. Publié le 21 janvier, 1922.

L'action de Krazy Kat se déroule dans une version hautement stylisée du comté de Coconino, en Arizona. Herriman décore la page avec des paysages évoquant le Painted Desert qui y est situé, et ces arrière-plans ont tendance à changer comme au théâtre, même lorsque les personnages restent en place. Les passages de récit mêlent une prose enjouée et souvent allitérative avec une sensibilité poétique. Dans ses pages du dimanche, Herriman expérimente des mises en page atypiques (cadres de formes changeantes), afin de mieux servir la narration.
Malgré la simplicité de l'intrigue, Herriman réussit toujours à se renouveler. Une source inépuisable de gags est la manière dont Ignatz parvient à déjouer la vigilance du Sergent Pupp pour parvenir à ses fins : cabosser d'une brique la caboche du Kat (avec, souvent, la complicité de ce dernier). L'intervention d'autres personnages (des habitants du comté de Coconino, eux aussi animaux anthropomorphiques) ou des forces de la nature, donnent de temps à autre une tournure inattendue aux histoires. Dans d'autres strips, les déclarations simplistes de Krazy énervent tant la souris qu'elle va chercher une brique dans la dernière case. On trouve aussi de l'humour auto-référentiel : dans un strip, le sergent Pupp, après avoir arrêté Ignatz, réprimande le dessinateur pour ne pas avoir fini de dessiner la prison.
En son temps, la série de Herriman ne rencontre pas un très grand succès : beaucoup de lecteurs sont gênés par son refus iconoclaste de se conformer aux conventions du comic strip qui prescrivent de ne présenter que des gags simples. Mais grâce au magnat de l'édition William Randolph Hearst, qui adore Krazy Kat, elle peut continuer à paraître dans ses journaux, parfois directement sous ses ordres.

## Personnages

### Krazy Kat
Krazy Kat est un chat noir avec des oreilles rectangulaires (parfois avec les extrémités repliées) et portant un ruban rouge noué au cou.
Un peu simple d'esprit et très curieux, il vit sa vie nonchalamment dans le comté de Coconino. Il parle dans un argot hautement stylisé (« A fowl konspirissy - is it pussible ? ») évoquant l'anglais, le français, l'espagnol, le yiddish et d'autres langues. Exprimant son inaltérable bonne humeur en chanson et en danse, Krazy est éperdument amoureux d'Ignatz, et pense que les briques par lesquelles celui-ci répond à cet amour expriment une réciprocité sentimentale. Krazy n'a aucunement conscience de la féroce rivalité entre Ignatz et le sergent Pupp, et croit que les fréquentes arrestations de la souris par le chien ne sont qu'un innocent jeu de gendarme et voleurs (« Chak foie ke je les vois s'amouzer enzemble, c'est Ignatz ky perd. »). Lorsque Ignatz est arrêté avant d'avoir pu lancer sa brique, Krazy cherche désespérément son « zéro » et se demande où il a bien pu passer.
Le sexe de Krazy n'est jamais clairement défini. Herriman préfère laisser planer l'ambiguïté, et joue même dessus dans plusieurs strips,. Lorsque le cinéaste Frank Capra, aficionado du strip, demanda à Herriman une réponse précise, l'auteur répondit que Krazy était « quelque chose comme un elfe ou un esprit. Ceux-ci n'ont pas de sexe. Donc ce Kat ne peut être mâle ni femelle. Krazy est un esprit, un lutin, libre de s'immiscer dans ce qu'il désire. » En effet, cette indétermination est essentielle dans un strip où tout est mouvant et incertain. Plusieurs critiques, à commencer par e. e. cummings, ont néanmoins fait de Krazy Kat une chatte, erreur qui se retrouve encore fréquemment dans les ouvrages de vulgarisation comme dans certains articles scientifiques.

### Ignatz
Ignatz Mouse est une petite souris mâle au pelage clair qui s'amuse de la naïveté de Krazy, et rien ne le réjouit plus que de jeter une brique sur la tête du chat. Pour éviter que ses plans ne soient déjoués par le sergent Pupp, toujours vigilant (et toujours suspicieux), Ignatz cache sa brique, se déguise, ou engage d'autres facétieux habitants du comté (sans jamais expliciter ses intentions). L'empressement que met Krazy à le rencontrer n'importe où et n'importe quand afin de recevoir la brique qu'il pense être une marque d'affection facilite grandement la tâche de la souris. Parfois, aussi, Ignatz se laisse surprendre...

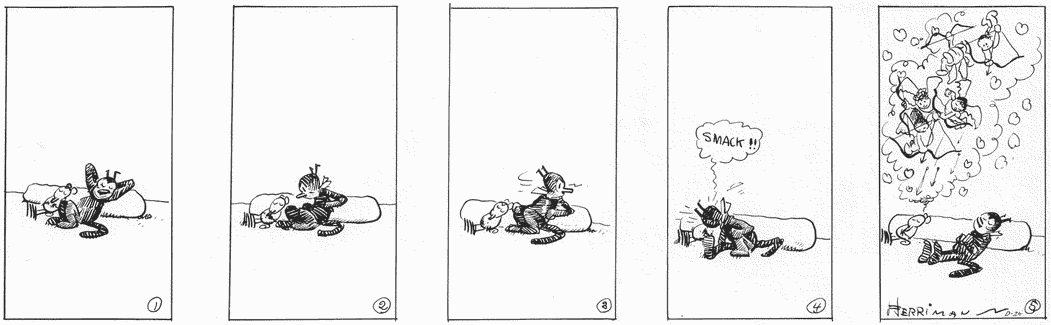

### Le sergent Pupp (Officer Pupp)
« Bras de la loi et de l'ordre », le sergent Bull Pupp (aussi appelé « Flikard » ou « Serzent », pour traduire « Offissa »), essaie en permanence — en y arrivant parfois — de faire obstacle aux desseins d'Ignatz. Le sergent Pupp et Ignatz se donnent toujours au maximum dans leurs confrontations, même lorsque Krazy n'est pas directement impliqué, car ils adorent voir l'autre passer pour un idiot. L'espèce du sergent n'est pas très précise, on parle parfois d'un bouledogue.

### Personnages mineurs

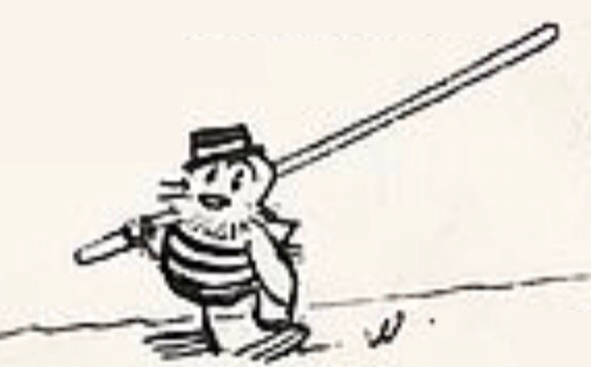
Bum Bill Bee, bourdon de passage.

Outre les trois héros, nombre de personnages peuplent le comté de Coconino. Kolin Kelly, un chien, est briquetier, fournissant Ignatz en projectiles, bien qu'il ne lui fasse pas confiance. Madame Kwakk Wakk, canard en toque, est une mégère qui observe Ignatz monter ses complots puis le dénonce au sergent. Joe Stork (cigogne), « fournisseur de progéniture aux princes comme aux prolétaires », livre souvent des bébés non désirés à divers personnages (dans un strip, Ignatz essaye de lui faire jeter une brique sur la tête de Krazy depuis le ciel). Quelques autres personnages apparaissent assez fréquemment : Bum Bill Bee, bourdon de passage ; Don Kiyote, digne coyote membre de l'aristocratie mexicaine ; Mock Duck, volaille d'origine chinoise qui ressemble à un coolie et dirige une blanchisserie ; les cousins de Krazy : Krazy Katbird et Krazy Katfish.

## Historique
Krazy Kat se développa à partir d'un autre comic strip d'Herriman, The Dingbat Family, qui avait débuté en 1910. L'auteur remplissait le bas des pages de cette série avec des gags slapstick sur les aventures d'un chat et d'une souris. Ce strip de bas de page finit par devenir plus important que la bande dessinée sous laquelle il était né. Krazy Kat devint un comic strip quotidien possédant son propre titre (qui était présenté verticalement sur le côté de la page) le 28 octobre 1913 puis eut également droit à sa page du dimanche, en noir et blanc, à partir du 23 avril 1916. À la suite des protestations des éditeurs qui ne trouvaient pas que la série convenait à la rubrique « bandes dessinées », Krazy Kat apparaissait, dans les journaux de Hearst, sous celle d'« Art et théâtre ». Cependant, Hearst lui-même aimait tant la série qu'il fit signer à Herriman un contrat à vie tout en lui garantissant une totale liberté de création.
Malgré son faible succès auprès du grand public, Krazy Kat était très suivi par les intellectuels. En 1922, un ballet jazz inspiré de la série fut produit et mis en musique par John Alden Carpenter, avec une chorégraphie d'Adolphe Bolm et des décors et costumes de Herriman. Bien que le spectacle fût joué à guichets fermés, il ne permit pas à la bande dessinée de gagner en popularité, contrairement à ce que Hearst avait espéré. En plus de Seldes et Cummings, on trouvait parmi les contemporains admirateurs de Krazy Kat Willem de Kooning, H. L. Mencken, et Jack Kerouac. Des chercheurs plus récents ont vu dans cette bande dessinée un précurseur de Dada ou du Postmodernisme,.
La publication en album couleur des planches du dimanche débuta en 1935. Bien que le nombre de journaux à publier Krazy Kat décrût après cette date, Herriman continua à animer ses personnages (créant ainsi près de 3000 planches) jusqu'à sa mort en 1944. Hearst refusa qu'un autre auteur prenne la suite de la série, contrairement aux usages du temps, car il la savait intimement liée à son créateur.

### Adaptations en dessins animés
Krazy Kat a été animé de nombreuses fois. Les premiers courts-métrages furent produits par Hearst dès 1916, via sa société Hearst-Vitagraph News Pictorial puis plus tard par l'International Film Service (IFS), sans qu'Herriman n'intervienne. En 1920, après deux ans de pause, les J. R. Bray Studios se mirent à produire eux aussi une série de courts-métrages Krazy Kat. Certains chercheurs considèrent les films de Krazy Kat produit par Bray comme des dessins animés les plus fidèles réalisés avec le personnage. Non seulement Krazy, Ignatz Mouse et l'officier Pupp apparaissent, mais aussi des personnes secondaires comme Kolin Kelly le briquetier ou Walter Cephus Austridge, surtout que là où les courts métrages IFS de 1916 montraient assez peu de personnages à l'écran, les Krazy Kat de Bray regorgent de foules exubérantes des créatures de Coconino. Plusieurs des courts métrages Krazy Kat de cette époque ont même été directement adaptés de la bande dessinée.
En 1925, le pionnier de l'animation Bill Nolan décida de porter de nouveau la série à l'écran, en étant produit par Margaret J. Winkler. Au contraire des adaptations précédentes, celle de Nolan ne se basait pas totalement sur les personnages de George Herriman : le félin de ses courts-métrages était un mâle dont l'aspect et la personnalité rappelaient Félix le chat. Cela provient probablement du fait que Nolan travaillait aux studios de Pat Sullivan.
Charles B. Mintz, le mari de Winkler, prit progressivement le contrôle des opérations. Son studio et lui commencèrent leurs courts-métrages sonorisés avec Ratskin en 1929. En 1930, il déplaça son équipe en Californie et changea le design des personnages, qui ne ressemblaient plus guère à ceux des journaux. Le Krazy Kat parlant de Mintz, comme bien des dessins animés du début des années 1930, ressemblait fortement à Mickey Mouse, et ses aventures étaient des grosses farces peu subtiles qu'il vivait avec sa petite amie (une chatte) et son chien domestique. En 1936, l'animateur Isadore Klein, avec la bénédiction de Mintz, réalisa le court-métrage Lil' Ainjil, seul travail du studio Mintz censé ressembler à celui de Herriman. Mais Klein fut « terriblement déçu » par le résultat et le Krazy simili-Mickey fit donc son retour. En 1939, Mintz vendit son studio à Columbia Pictures, auprès de qui il s'était endetté. Sous le nom de Screen Gems, le studio produisit en 1940 un ultime dessin animé de Krazy Kat The Mouse Exterminator (L'exterminateur de souris).
Krazy revint à l'écran en 1962, animé par les studios tchécoslovaques Rembrandt Films de Gene Deitch, à Prague. Ces dessins animés étaient plus proches de la bande dessinée(surtout les décors) et aidèrent à faire découvrir le chat de Herriman à la génération du baby-boom. Afin de ne pas avoir d'ennuis avec la censure (qui aurait pu croire à de l'homosexualité), Krazy apparaissait comme explicitement femelle. La musique de la plupart des épisodes fut composée par Jay Livingston et Ray Evans. La production s'arrêta en 1964.

## Postérité
En 1999, Krazy Kat fut nommé meilleure bande dessinée du vingtième siècle par le Comics Journal. Le classement incluait aussi bien des séries que des one-shots. En 1995, la série faisait partie des 20 timbres émis par les postes américaines pour célébrer les classiques du comic strip.
Si les courts-métrages de Bip Bip et Coyote, réalisés par Chuck Jones, sont parmi les plus célèbres dessins animés inspirés des travaux de George Herriman, Krazy Kat continue d'inspirer certains artistes d'aujourd'hui. Patrick McDonnell, auteur du strip Mutts, et coauteur de Krazy Kat: The Comic Art of George Herriman, le cite parmi ses principales influences. Bill Watterson (Calvin et Hobbes) nomme Krazy Kat parmi ses trois influences majeures (avec Peanuts et Pogo). Charles M. Schulz et Will Eisner affirment être venus à la bande dessinée notamment grâce au choc esthétique qu'ils avaient ressenti à la lecture de Krazy Kat.
Jules Feiffer, Philip Guston et Hunt Emerson portent dans leur travail la marque facilement reconnaissable de Krazy Kat. Le comic strip de Larry Gonick Kokopelli & Company prend place dans un « comté de Kokonino ». Chris Ware admire la série et a dessiné les couvertures de la réédition intégrale de la série chez Fantagraphics. En 1973, le dessinateur belge de BD Lucien Meys crée dans le journal de Tintin la série Le beau pays d’Onironie, inspirée directement de Krazy Kat.
Au-delà des auteurs de bande dessinée, on retrouve l'œuvre de Herriman dans Krazy Kat, roman de Jay Cantor publié en 1987, qui replace les personnages de Herriman dans le contexte déprimant de la guerre froide, tandis que
Michael Stipe du groupe de rock R.E.M. porte un tatouage d'Ignatz et Krazy.[réf. nécessaire]

## Éditions américaines en recueil
La toute première édition des strips de Krazy Kat est le fait d'Henry Holt & Company, en 1946, deux ans après la mort de George Herriman. Elle reprend 167 daily strips et 136 sunday strips. Cependant, aucune édition complète ne voit le jour avant les années 1980, à cause des problèmes de restauration des images, les journaux d'origine étant souvent abîmés ou introuvables.

### Édition d'Eclipse Comics (1988-1992)
À partir de 1988, Eclipse Comics (basé à Forestville (Californie)), l'un des principaux éditeurs indépendants de bande dessinée américains des années 1980, réédite en collaboration avec la Turtle Island Foundation les sunday strips dans l'ordre chronologique. Cette édition reprend les planches du dimanche dans leur ordre de parution à raison d'un volume par année. Chaque volume est, sauf précision, introduit et conclu par Bill Blackbeard. À la suite des difficultés financières d'Eclipse, la publication cesse début 1992.
1. Krazy + Ignatz [1916], 1988.  (ISBN 0913035491)
2. The Other Side of the Shore From Here [1917], 1989.  (ISBN 0913035742)
3. The Limbo of Useless Unconsciousness [1918], 1989.  (ISBN 0913035769)
4. Howling Along the Halls of Night [1919], 1989.
5. Pilgrims on the Road to Nowhere [1920], 1990. Introduction de Bob Callahan, conclusion de Bill Blackbeard.  (ISBN 1560600233)
6. Sure As Moons is Cheeses [1921], 1990. Introduction de Bob Callahan, conclusion de Bill Blackbeard.
7. A Katnip Kantata in the Key of K [1922], 1991. Introduction de Bob Callahan, conclusion de Bill Blackbeard.  (ISBN 1560600632)
8. Inna Yott On the Muddy Germanium [1923], 1991.  (ISBN 1560600659)
9. Shed a Soft Mongolian Tear [1924], 1992.  (ISBN 1560601027)
10. Honeysuckil Love is Doubly Swit [1925]. Annoncé, ce volume n'a jamais été publié.
11. Honeysuckil Love is Doubly Swit [1926]. Annoncé, ce volume n'a jamais été publié.

### Kitchen Sink Press (1990-1991)
En 1990, Kitchen Sink Press (basé à Princeton (Wisconsin)), autre grand éditeur américain de l'époque, commence à publier avec Remco Worldservice Books (basé à Abington en Pennsylvanie) les pages du dimanche en couleur, publiées initialement à partir de 1935. Cette édition est dirigée et introduite par Rick Marschall. Son titre est The Komplete Kolor Krazy Kat et chaque volume contient deux années. La publication cesse également prématurément.
1. 1935-36, 1990. Préface de Bill Watterson.  (ISBN 0924359064)
2. 1936-37, 1991. Ce volume connut une distribution restreinte.  (ISBN 0924359072)
3. 1938-39. Annoncé, ce volume n'a jamais été publié.  (ISBN 0924359080)

### Fantagraphics,sunday strips(2002-2011)
Depuis 2002, Fantagraphics (basé à Seattle) a repris, sous le titre The Komplete Kat Komics, l'édition des planches dominicales dans la continuité de l'édition Eclipse, cette fois sous la forme de volumes de 120 pages comprenant deux années. La direction éditoriale en est confiée à Bill Blackbeard, qui s'occupait déjà de l'édition Eclipse, tandis que la direction graphique échoit à Chris Ware. Après avoir réédité les années 1925 à 1944 en dix volumes, Fantagraphics s'est lancé en 2010 dans la réédition des années 1916-1924, en trois volumes de 176 pages comprenant chacun trois années.
Chacun de ces ouvrages reprend dans un grand format les planches du dimanche dans leur ordre de parution, encadrées d'un appareil critique développé, couvrant les multiples facettes de l'œuvre majeure de Herriman, ainsi que de nombreuses illustrations, photographies et planches annexes peu connues. Chaque volumes se termine par « The Ignatz Mouse Debaffler Page », une à trois pages de notes explicatives, mais loin d'être exhaustives.
| Numéro | Titre                                              | Années rééditées | Informations éditoriales            | Paratexte |
| ------ | -------------------------------------------------- | ---------------- | ----------------------------------- | --- |
| FA1916 | Love in a Kettle or Love in a Hut.                 | 1916-1918        | Avril 2010, (ISBN 9781606993163)    | - Kim Thompson, « And the First Shall be the Last: A History of Kat Reprints », p. 6-7 ; - Bill Blackbeard, « The Kat's Kreation », p. 8-10 ; - Sélection de bandes dessinées de Herriman publiées entre 1903 et 1909, p. 11-21 ; - Summerfield Baldwin, « A Genius of the Comic Page », p. 166-172 [reprise d'un article ancien de Cartoons Magazine] ; - Bill Blackweard, « George Herriman, 1880-1944 », p. 173. |
| FA1919 | A Kind, Benevolent and Aimable Brick               | 1919-1921        | Janvier 2011, (ISBN 9781606993644)  | - Bill Blackbeard, « A Mouse by ane Name: Krazy and Ignatz's early life under the boards », p. 6-9 ; - Bob Callahan, « Geo. Herriman's Los Angeles », p. 10-14. |
| FA1922 | At Last My Drim of Love Has Come True              | 1922-1924        | Avril 2012, (ISBN 9781606994771)    | |
| FA1925 | There Is A Heppy Lend Furfur A-Waay                | 1925-1926        | Mars 2002, (ISBN 1560973862)        | - Bill Blackbeard, « By George, it's Krazy ! », p. 6-11. |
| FA1927 | Love Letters In Ancient Brick                      | 1927-1928        | Octobre 2002, (ISBN 1560975075)     | - Bill Blackbeard, « Pilfering Mrs. Kwak-Wak's Good Old Goods and Goodies Bag: Scoop the First », p. 6-14. |
| FA1929 | A Mice, A Brick, A Lovely Night                    | 1929-1930        | Avril 2003, (ISBN 1560975296)       | - Ben Schwartz, « The Court Jester. Hearst, Herriman, and the Death of Nonsense », p. 8-10 ; - Bill Blackbeard, « The Man behind the Pupp behind the Mouse behind the Kat. George Herriman, 1880-1944. », p. 11-18. |
| FA1931 | A Kat Alilt with Song                              | 1931-1932        | Avril 2004, (ISBN 1560975946)       | - Bill Blackbeard, « The Baron and the Duke. Other Great Stuff Before the Bricks Zipped. », p. 6-12 ; - Sélection de daily strips de 1931, p. 97-127. |
| FA1933 | Necromancy by the Blue Bean Bush                   | 1933-1934        | Octobre 2004, (ISBN 1560976209)     | - Bill Blackbeard, « No Kidding... We've Run Out of Kats! », p. 6-7. - Dessins et bandes dessinées de George Herriman, p. 8-30. |
| FA1935 | A Wild Warmth of Chromatic Gravy                   | 1935-1936        | Juillet 2005, (ISBN 156097690X)     | - Bill Blackbeard, « Autumn Leaves: Herriman's Klosing Kat Pages Revel in Fine Syndicate Kolor (But With a Briefly Blue Ignatz.) », p. 6-7. - Jeet Heer, « The Kolors of Krazy Kat. », p. 8-15. |
| FA1937 | Shifting Sands Dusts its Cheeks in Powdered Beauty | 1937-1938        | Avril 2006, (ISBN 1560977345)       | Ce volume ne comprend pas de texte introductif. |
| FA1939 | A Brick Stuffed with Moom-bins                     | 1939-1940        | Janvier 2007, (ISBN 1560977892)     | - Jeet Heer, « Kat of a Different Color », p. 7-10. |
| FA1941 | A Ragout of Raspberries                            | 1941-1942        | Décembre 2007, (ISBN 9781560978879) | - Jeet Heer, « Kat Got you Tongue: Where George Herriman's Language Came From », p. 6-9. |
| FA1943 | He Nods in Quiescant Siesta                        | 1943-1944        | Juillet 2008, (ISBN 9781560979326)  | - Bill Blackbeard, « The Tragedy of a Man with an Absent Mind », p. vi-xiii |

### Fantagraphics,Daily strip
- Krazy & Ignatz: The Kat Who Walked in Beauty (strips quotidiens de 1920)  (ISBN 1-56097-854-6)

## Éditions en langue française
La série n'est publiée qu'à partir de 1965 en Europe (dans la revue italienne Linus) et de 1970 en France (dans Charlie Mensuel), hormis quelques pages parues en 1967 dans Les Chefs-d'œuvre de la bande dessinée, ouvrage publié aux éditions Planète sous la direction de Jacques Sternberg. Le premier album, une sélection de planches du dimanches et de strips quotidiens, est publié par Futuropolis en 1981, puis un autre en 1985 et la traduction du premier volume de Kitchen Sink Press, en 1990. Les problèmes de Futuropolis font ensuite cesser cette publication.
Le critique des Cahiers de la bande dessinée Jean-Pierre Tamine estime en 1984 que ce relatif insuccès est dû au manque de goût des lecteurs et éditeurs français d'alors pour « la manière “dirty” », au cartésianisme latent du public qui s'accommode mal du nonsense de l'œuvre et à l'absence d'ancrage dans un genre précis. Publier Krazy Kat en français présente de plus une difficulté particulière à une époque où aucun éditeur américain n'a encore réédité toutes les bandes. De plus, la traduction est complexe, en particulier pour la langue étrange parlée par Krazy, sur laquelle reposent de nombreux strips.
En août 2009, Manu Larcenet annonce sur son blog que les éditions des Rêveurs ont acquis les droits de traduction de l'édition Fantagraphics. Cette nouvelle édition française devrait reprendre en quatre volumes vingt années de sunday strips. En 2011, Jean-Louis Gauthey annonce que la traduction de ces pages a été confiée à Marc Voline. Les Rêveurs publient le premier volume de la traduction française, Krazy Kat, Planches du dimanche 1925-1929 en octobre 2012. La qualité de cette édition lui vaut le Prix du patrimoine au festival d'Angoulême 2013. Les trois autres volumes paraissent les trois années suivantes, en automne. À l'occasion de la parution du dernier volume, Les Rêveurs publient également Les Aventures de Krazy Kat et Ignatz Mouse à Koko Land, traduction d'un album pour enfants publié initialement en 1934.

### Liste des albums
- Krazy Kat, Futuropolis, 1981. Bandes quotidiennes de 1937-1938 et sélection de planches du dimanche de 1922 à 1943.
- Krazy Kat 1921-1931, Futuropolis, 1985. Tiré à 2500 exemplaires.
- L'Intégrale en couleurs de Krazy Kat, Futuropolis :

1. 1935-1936, 1990. Traduction du premier volume de Kitchen Sink Press, sans postérité à la suite de l'arrêt de facto de Futuropolis.

- Krazy Kat (tr. Marc Voline), Les Rêveurs :

1. Planches du dimanche 1925-1929, 2012. Prix du patrimoine au festival d'Angoulême 2013.
2. Planches du dimanche 1930-1934, 2013.
3. Planches du dimanche 1935-1939, 2014.
4. Planches du dimanche 1940-1944, 2015.
5. Krazy Kat et Ignatz Mouse à Koko Land, 2015.
6. "Krazy Kat" Les Quotidiennes 1934, 2017.
7. "Krazy Kat" Les Quotidiennes panoramiques de 1920, 2020.

#### Pages et sites en anglais
- Krazy Kat sur le site des éditions Fantagraphics.
- Elisabeth Crocker, 'Some Say it With A Brick': George Herriman's Krazy Kat, 2008.

#### Pages et sites en français
- Ignatz Mouse Un site consacré à Krazy Kat à travers le second personnage du strip : Ignatz Mouse.
- Traduire Krazy Kat, interview de Marc Voline.